# برسينة
البرسينة (الاسم العلمي: Gnaphaliinae) هي عمارة من النباتات تتبع فصيلة النجمية من رتبة النجميات.